# Platyceps afarensis
Espèce
Platyceps afarensis  est une espèce de serpents de la famille des Colubridae.

## Répartition
Cette espèce est endémique de Djibouti.

## Étymologie
Son nom d'espèce, composé de afar et du suffixe latin -ensis, « qui vit dans, qui habite », lui a été donné en référence au lieu de sa découverte la dépression de l'Afar.

## Publication originale
- Schätti & Ineich, 2004 : A new racer of the genus Platyceps Blyth from Djibouti. Revue Suisse de Zoologie, vol. 111, no 4, p. 685-690 (texte intégral)